# 王塚古墳
王塚古墳（日语：／ Ōdukakofun）是位於日本福岡縣嘉穗郡桂川町大字壽命的一座前方後圓墳和裝飾古墳，於1952年獲文化廳指定為特別史跡，其出土文物被指定為重要文化財，而古墳壁畫總共採用了五種顏色，為日本一眾古墳中最多。

## 歷史
1934年9月30日，當地由於開採豆田炭礦而導致田地塌陷，為了填補塌陷地方而展開了挖土工程。在一小山丘挖掘達兩個月後，工人在施工期間以十字鎬意外鑿穿了石室而發現了古墳的存在，當時超過一半的墳丘已經被挖走。與此同時，由於古墳的橫穴式石室的前室部分亦遭到破壞，從而發現了其內部的紅、黑、綠、黃和白的五色壁畫，奧室則是阿蘇泥溶岩製的棺木安置處（石屋形）、燈台和石枕，這是日本眾多裝飾古墳中獨有的例子。
其後，福岡縣社寺兵課和京都大學先後對古墳展開調查。1937年6月15日，雖然古墳獲指定為日本國史跡，不過礙於當時社會對文化遺產保護制度方面並不太重視，在疏於保護的情況下導致古墳的壁畫受損。1948年，儘管發現古墳出現了數處因為附近採挖煤礦而造成的裂痕，不過仍然有人要求在古墳周遭採礦。1952年3月29日，古墳上調為特別史跡。1966年，由於發現前室的天井石出現裂痕，為了防止石室崩塌，在翌年興建了承托用的支柱，加上內部曾經出現因為漏水而導致發霉，因此一度在墳丘鋪上三和土和苫布來預防，並且禁止一般人進入古墳內。1969年，裝飾古墳保存對策研究會成立，由考古學、建築學、土木工程、保存科學和氣象學等各領域共16名學者對古墳展開了調查，這次的調查成果也應用於在1972年發現的高松塚古墳上。1980年，當地有志以及對考古學有興趣的人士成立了「王塚古墳保存會」，並且獲得撥款用作修復和整理古墳。其後，以京都大學名譽教授小林行雄為委員長的「王塚古墳保存調查委員會」成立，正式開始對古墳展開研究調查。1987年，開始對古墳展開保存整理工程，興建了保護石室、參觀用以及附設測量儀器的設施。1990年11月，古墳墳丘的復原工程完成。1994年11月，鄰接於古墳的王塚裝飾古墳館正式啟用，造價達14億6200萬日元。

## 規模
古墳位於金毘羅山西南面的丘陵前端，西面比鄰流向響灘的遠賀川上流穗波川的中流，所在地為沖積平原。復原後全長約85米，後圓部分直徑達56米，高9.5米，朝西南的前方部分寬60米，為遠賀川流域規模最大的一座前方後圓墳。
古墳呈兩層構造，底層是普通泥土，上層則由黃土和黑鈣土混合而成，部分地方鋪有卵石而成的葺石，也發現了圓筒埴輪和形象埴輪，推測被馬蹄形的周溝和周堤部分所包圍，寬約10米，亦建有土壘。
墓室形態為橫穴式石室，朝向西北面，不同文獻對其結構則有分歧，《日本古墳大辭典》認為古墳為兩袖型附設玄門的單室石室，《日本歷史地名大系》也持類同的觀點，另一方面桂川町、《世界大百科事典》、《國史大辭典》、《日本大百科全書》、《大英百科全書》日本版則認為古墳分為前室和後室（玄室或奧室），這種分歧是源於視羨道為前室與否。前室（羨道）長約1.97米，寬約2.8米，高約2.17米，玄室長約4.43米，寬3米，高3.72米，全長6.75米，玄室以五塊花岡岩為基礎，配上不規則石頭堆叠而成，玄門上方有一小型窗戶，盡頭的牆壁處則是置有兩人用的石枕的棺木安置處（石屋形），其上方則是厚0.5米的石棚狀巨石，集小型窗戶、石屋形和石棚於一身的古墳非常罕見，可以說是古墳的石室特徵。
除了前室（羨道）的左右兩面的牆壁以外，壁畫遍布古墳內各處，總共採用五種顏色，為日本一眾古墳中最多，上色工具主要為粘土。前室（羨道）的玄門兩旁繪有五匹由非常小的人策騎的配有飾物的紅馬和黑馬，形同警衛，玄室的前方與左邊牆壁共24處繪有箭筒，右邊牆壁則有11處繪有盾牌，另有6處大刀紋和兩處弓紋，奧壁和燈明台等8處也繪有箭筒，石屋形則滿佈三角形和繪有蕨手紋，玄室上半部分則塗上紅色，並且滿佈代表星星的黃色圓點，玄門和燈明台石繪有雙腳輪狀紋和蕨手紋，蕨手紋、雙腳輪狀紋、同心圓紋和三角紋等等也遍布於玄門周圍。此外，此古墳以外繪有蕨手紋的古墳在日本全國僅有7座。

## 出土文物
古墳出土了超過100件陪葬品，其中包括鞍、鐙和杏葉等馬具，另外也有與附有像麻的布料的變形神獸鏡一同出土的管玉、棗玉、切子玉、小玉、耳環和銀鈴等等，此外還有大刀、矛、刀子、鐵鏃、掛甲的碎片、土師器和杯壺類的須惠器。1956年6月28日，這些出土文物以「筑前國嘉穗郡王塚古墳出土品」的名義獲文化廳指定為重要文化財，藏於京都國立博物館。

## 外部連結
- 王塚裝飾古墳館 （页面存档备份，存于）
- 王塚古墳 （页面存档备份，存于） - 裝飾古墳數據庫（九州國立博物館）